# Heroon de Olimpia
Heroon (en griego antiguo: Ἡρῷον, romanizado: Hērōon) fue un antiguo edificio griego de Olimpia, Grecia, dedicado a un héroe desconocido.
Se construyó en la época clásica en torno al 450 a. C. Originalmente era la sala de sudor (efidrotērion) de los llamados baños griegos.  En la helenística y período romano se convirtió en un monumento dedicado a un héroe, pero se desconoce su nombre.
Heroon estaba situado en el lado oeste de la zona de témenos o Altis de Olimpia, entre el edificio Teecoleón, la casa de los sacerdotes y los baños griegos. El edificio tenía forma casi cuadrada y estaba dividido en tres salas. En su parte occidental había un vestíbulo con cuatro columnas en la fachada, de unos 5 x 20 metros. En la parte oriental había dos salas con acceso desde el vestíbulo. La sala orientada al norte era un tholos circular de unos 8 metros de diámetro. En su interior había un pequeño altar de tierra y cenizas, cubierto de estuco. En él estaba inscrita la palabra heeros. La sala orientada al sur era rectangular. Cuando el edificio aún se utilizaba como casa de baños, la sala de sudoración se encontraba, al parecer, en una sala circular, mientras que la sala del lado sur se utilizaba para calentar el agua. El edificio parece haber tenido un tejado piramidal.